# Johannes Jacobus Luyten

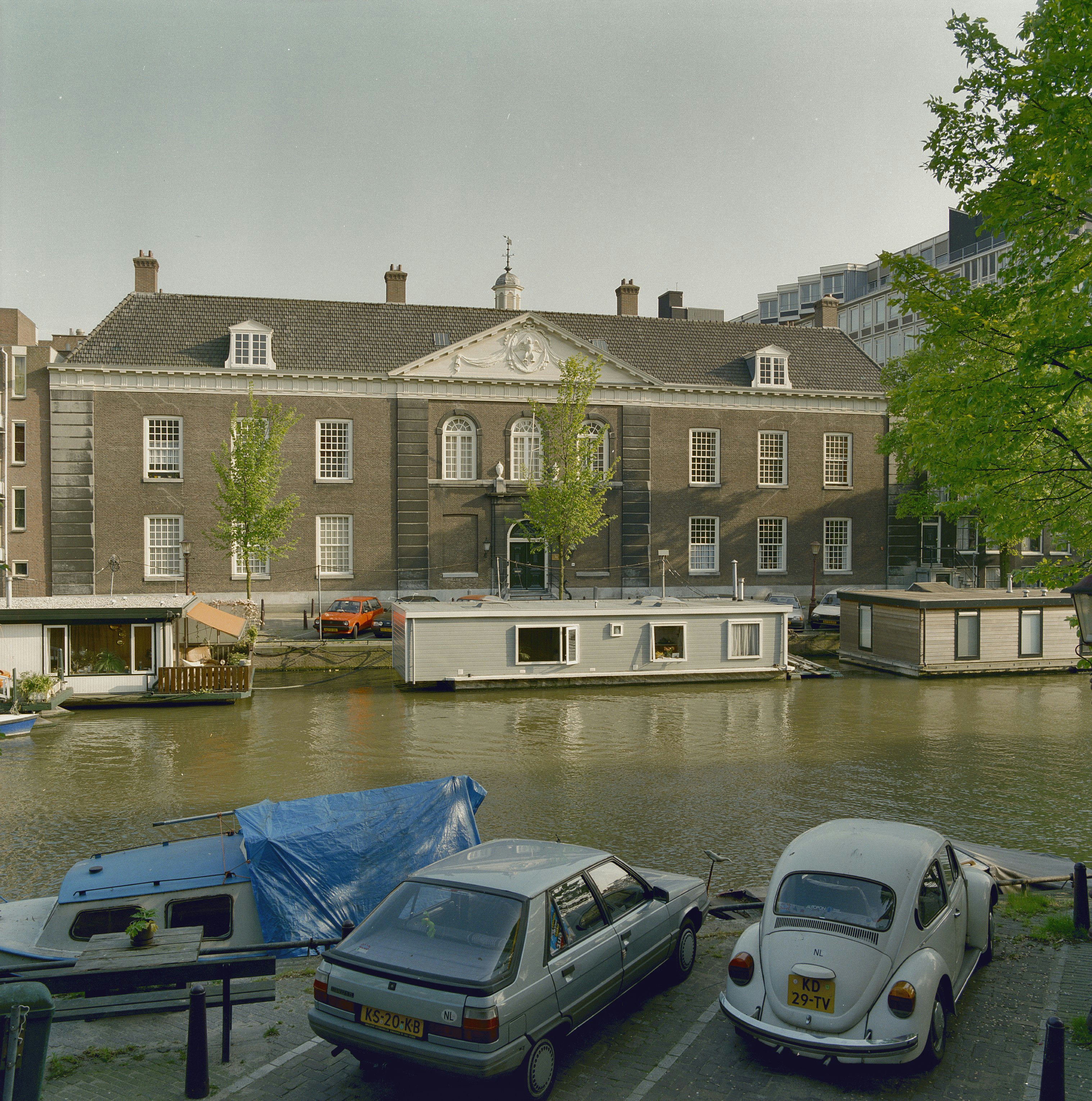
Het Hofje van Occo in Amsterdam

Johannes Jacobus Luyten (1723 - 1785) was een Nederlandse timmerman, oorspronkelijk afkomstig uit Turnhout.
Rond 1758 vestigde hij zich in Amsterdam. Daar bouwde hij het Hofje van Occo aan de Nieuwe Keizersgracht (1774 - 1776), alsmede vermoedelijk voor de kunstverzamelaar Gerrit Braamcamp het logement Het Wapen van Amsterdam aan de Kloveniersburgwal (1767-1770). In 1775 leverde hij het timmerwerk voor het nieuwe huis Herengracht 182 van Aernout Jan van Brienen van de Groote Lindt, ontworpen door Ludwig Friedrich Druck . Mogelijk ontwierp Luyten ook voor de Amsterdamse wijnhandelaar P.J. Eyma het buitenhuis Berg en Vaart bij Ankeveen (1779-1782).